# Камышный (Челябинская область)
Камышный — посёлок в Чесменском районе Челябинской области России. Входит в состав Цвиллингского сельского поселения.

## География
Посёлок находится на юго-востоке области, в степной зоне, вблизи государственной границы с Казахстаном, на расстоянии 28 километров по прямой к северо-востоку от села Чесма, административного центра района. Абсолютная высота 245 метров над уровнем моря.

## История
Населённый пункт основан в середине 1920-х годов как хутор в составе Тарутинского сельсовета. В нём насчитывалось 48 домовладений, проживало 190 чел. В 1930 году создан колхоз им. К. Е. Ворошилова, который в 1951 году стал 2-м отделением колхоза «Путь к коммунизму». По названию колхоза хутор получил название Ворошилово.

## Население
| 2002 | 2010 |
| ---- | ---- |
| 195  | ↗204 |

Гендерный состав
По данным Всероссийской переписи населения 2010 года в гендерной структуре населения мужчины составляли 45,1 %, женщины — соответственно 54,9 %.
Национальный состав
Согласно результатам переписи 2002 года, в национальной структуре населения русские составляли 91 %.

## Улицы
Уличная сеть посёлка состоит из двух улиц.